# Megachile quinquelineata
Megachile quinquelineata är en biart som beskrevs av Cockerell 1906. Megachile quinquelineata ingår i släktet tapetserarbin, och familjen buksamlarbin. Inga underarter finns listade i Catalogue of Life.